# رولاند فرايسلر
رولاند فريسلر (بالألمانية: Roland Freisler)‏ (ولد في 30 أكتوبر 1893 - توفي في 3 فبراير 1945) هو محامي وسياسي وقاضي سابق في ألمانيا النازية . شغل منصب أمين عام لوزارة العدل الرايخ، ورئيس محكمة الشعب . وكان أيضًا حاضرًا في مؤتمر وانسي في عام 1942، والذي أطلق المحرقة .

## روابط خارجية
- رولاند فريسلر على موقع IMDb (الإنجليزية)
- رولاند فريسلر على موقع مونزينجر (الألمانية)
- رولاند فريسلر على موقع إن إن دي بي (الإنجليزية)
- رولاند فريسلر على موقع ديسكوغز (الإنجليزية)